# Sand Fork
La ville américaine de Sand Fork est située dans le comté de Gilmer, dans l’État de Virginie-Occidentale. Lors du recensement de 2010, sa population s’élevait à 159 habitants.
La ville est incorporée en tant que municipalité en 1903, sous le nom de Layopolis, en hommage à William R. Lay de la Eureka Pipe Line Company. Cependant, le bureau de poste local portait le nom de Sand Fork, comme la rivière, nommée ainsi en raison de ses barres sableuses,. La municipalité adopte ce nom en 1983, après un vote de ses électeurs.